# Mūlanūr
Mūlanūr är en ort i Indien.   Den ligger i delstaten Tamil Nadu, i den södra delen av landet, 2 000 km söder om huvudstaden New Delhi. Mūlanūr ligger 223 meter över havet och antalet invånare är 12 264.
Terrängen runt Mūlanūr är platt. Runt Mūlanūr är det ganska tätbefolkat, med 214 invånare per kvadratkilometer. Omgivningarna runt Mūlanūr är en mosaik av jordbruksmark och naturlig växtlighet.